# Grande Prêmio da Bélgica de 1958
Resultados do Grande Prêmio da Bélgica de Fórmula 1 realizado em Spa-Francorchamps à 15 de junho de 1958. Quinta etapa da temporada, foi vencida pelo britânico Tony Brooks.

## Classificação da prova
| Pos. | Nº | Piloto                   | Construtor    | Voltas | Tempo/Diferença  | Grid | Pontos |
| ---- | -- | ------------------------ | ------------- | ------ | ---------------- | ---- | ------ |
| 1    | 4  | Tony Brooks              | Vanwall       | 24     | 1:37:06.3        | 5    | 8      |
| 2    | 16 | Mike Hawthorn            | Ferrari       | 24     | + 20.7           | 1    | 7      |
| 3    | 6  | Stuart Lewis-Evans       | Vanwall       | 24     | + 3:00.9         | 11   | 4      |
| 4    | 40 | Cliff Allison            | Lotus-Climax  | 24     | + 4:15.5         | 12   | 3      |
| 5    | 10 | Harry Schell             | BRM           | 23     | + 1 volta        | 7    | 2      |
| 6    | 20 | Olivier Gendebien        | Ferrari       | 23     | + 1 volta        | 6    |        |
| 7    | 28 | Maurice Trintignant      | Maserati      | 23     | + 1 volta        | 16   |        |
| 8    | 24 | Roy Salvadori            | Cooper-Climax | 23     | + 1 volta        | 13   |        |
| 9    | 36 | Jo Bonnier               | Maserati      | 22     | + 2 voltas       | 14   |        |
| 10   | 26 | Maria Teresa de Filippis | Maserati      | 22     | + 2 voltas       | 19   |        |
| Ret  | 38 | Paco Godia               | Maserati      | 22     | Motor            | 18   |        |
| Ret  | 22 | Jack Brabham             | Cooper-Climax | 16     | Superaquecimento | 8    |        |
| Ret  | 42 | Graham Hill              | Lotus-Climax  | 12     | Motor            | 15   |        |
| Ret  | 18 | Luigi Musso              | Ferrari       | 5      | Acidente         | 2    |        |
| Ret  | 14 | Peter Collins            | Ferrari       | 5      | Superaquecimento | 4    |        |
| Ret  | 8  | Jean Behra               | BRM           | 5      | Pressão do óleo  | 10   |        |
| Ret  | 32 | Wolfgang Seidel          | Maserati      | 4      | Semieixo         | 17   |        |
| Ret  | 2  | Stirling Moss            | Vanwall       | 0      | Motor            | 3    |        |
| Ret  | 30 | Masten Gregory           | Maserati      | 0      | Motor            | 9    |        |
| DNS  | 34 | Ken Kavanagh             | Maserati      |        | Motor            |      |        |

## Tabela do campeonato após a corrida
|   | Pos. | Piloto              | Pontos |
| - | ---- | ------------------- | ------ |
|   | 1    | Stirling Moss       | 17     |
| 4 | 2    | Mike Hawthorn       | 14     |
| 1 | 3    | Luigi Musso         | 12     |
| 1 | 4    | Harry Schell        | 10     |
| 2 | 5    | Maurice Trintignant | 8      |

|   | Pos. | Construtor    | Pontos |
| - | ---- | ------------- | ------ |
| 1 | 1    | Ferrari       | 20     |
| 1 | 2    | Cooper-Climax | 19     |
|   | 3    | Vanwall       | 16     |
|   | 4    | BRM           | 10     |
| 1 | 5    | Lotus-Climax  | 3      |

- Nota: Somente as primeiras cinco posições estão listadas. Apenas os seis melhores resultados, dentre pilotos ou equipes, eram computados visando o título. Neste ponto esclarecemos: na tabela dos construtores figurava somente o melhor resultado dentre os carros de um mesmo time.